# 富山大学经营短期大学部
富山大学经营短期大学部（日语：／ Toyama Daigaku Keiei Tankidaigakubu *），简称富大经短，是过去一所位于日本富山县高冈市的国立短期大学。

## 概要

### 简介
- 短期大学为于1959年开办[1]、由富山大学经营、招生到于1985年[2]、停办于1990年[2]。为男女同校。

### 历史
- 1959年 富山大学经营短期大学部成立并同时设置一个学科即经营学科[1]。
- 1976年 经营学科分离为两个专攻、以下列举[2]。
  - 经营管理专攻
  - 经营・法律专攻
- 1985年 短期大学招生最后、次年停止招生[1][2]（正式停办于1990年3月31日[2]）。

## 学校环境
- 校区：在富山县富山市[注 1]

## 历任校长
- 大井信一：最后短期大学校长[3]。

## 组织

### 学科
- 经营学科第二部
  - 经营管理专攻
  - 经营・法律专攻

### 专科
| - 没有 |

### 业余课程
| - 没有 |

## 相关链接
- 日本短期大学列表
- 高冈短期大学